# ヴォルム写本
ヴォルム写本（ラテン語：Codex Wormianus、アイスランド語：Ormsbók、写本番号：AM 242 fol）とは、アイスランドに伝わっていた羊皮紙の写本である。1350年頃の成立と見られている。
1623年にアイスランドの学者からデンマークのルーン文字研究者オール・ヴォームに贈られたことから、この名前で呼ばれている。スノッリ・ストゥルルソンの『エッダ』を現在に伝える重要な写本の一つである。ヴォーム写本、ヴォルム本、ウォルム写本、ウォルミアヌス写本とも。

## 来歴
デンマークの学者オール・ヴォーム（Ole Worm, 1588年 - 1654年）はルーン文字の研究を行っていたが、古ノルド語（ルーン文字石碑に残された碑文などは、ルーン文字を用いた書かれた古ノルド語の文章であった）がアイスランド語に近いことに気付き、1623年にアイスランドの学者に協力を求める手紙を送った。その結果オール・ヴォームは、ホーラル監督管区 (Hólar) の司教ソルラークル・スクルーラソン（Þorlákur Sklúlason, 1597年 - 1656年）や、ソルラークルを通して作家アルングリームル・ヨーンスソン（Arngrímur Jónsson, 1568年 - 1648年）などの知遇を得ることができ、そしてアルングリームルの発案でソルラークルからオール・ヴォームにアイスランド語の写本が贈られることとなった。このとき贈られた写本が、今に言う『ヴォルム写本』である。
現在はコペンハーゲン大学のアルナマグネア研究所所蔵となっている。

## 内容
この写本には、アイスランドの詩人スノッリ・ストゥルルソンが著した詩の教本『エッダ』が収められていた。
また『エッダ』の他にも、ルーン文字の音価などに関する論文が4点（『第一文法論文』他）収められていたという。